# دیمتریوس یکم

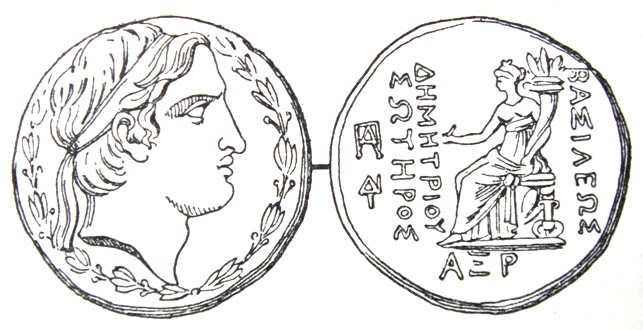
طرح گرافیکی سکهٔ دیمتریوس یکم

دیمتریوس یکم سوتر (به یونانی: Δημήτριος Α' Σωτήρ) پادشاه سلوکی میان سال‌های ۱۶۲-۱۵۰ (پیش از میلاد) بود. از زمان پادشاهی پدرش سلوکوس چهارم او در روم گروگان بود. هنگامی که در ۱۷۵ پدرش مرد، آنتیوخوس چهارم از نبود او بهره‌برد و بر تاج تخت دست‌یازید. دیمتریوس نیز در از بند گریخت و خود را به در ۱۶۲ به سوریه رساند و شاه‌خواند و این زمانی بود که پسرعمویش آنتیوخوس پنجم از تخت نگون‌سار و کشته شده بود.

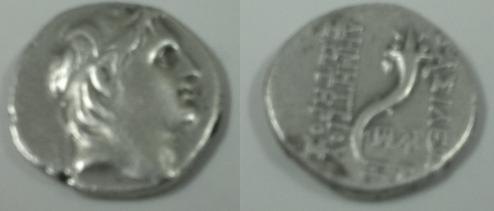
تصویر دیمتریوس یکم بر روی سکه دراخما

در سال ۱۶۲ پیش از میلاد پادشاهی دیمتریوس یکم و به عبارتی انحطاط سلوکیان آغاز می‌گردد.
لقب سوتر به معنای نجات‌دهنده را بابلیان بدو دادند، زیرا که او ایشان را از ستم تیمارخوس ساتراپشان رهانیده‌بود. تیمارخوس توانسته بود ماد را از پیشروی اشکانیان نگاه‌دارد ولی در این زمان می‌خواست تا بر بابل دست یابد و خود را پادشاه بخواند؛ ولی سپاهیان او به اندازه نیروهای پادشاه راستین سلوکی نبود، پس در ۱۶۰ از دیمتریوس شکست‌خورد و کشته شد. دیمتریوس همچنین آریاراد پنجم فرمانروای کاپادوکیه را کنار زد و بار دیگر سرزمین سلوکی را همپیمان ساخت، اگرچه این پیوستگی گذرا بود.
دیمتریوس در تاریخ یهود برای پیروزی‌اش در برابر مکابیان سرشناس‌است.
سرنگونی دیمتریوس را به برادر تیمارخوس شورشی- هراکلیدس- پیوند می‌دهند. او از الکساندر بالاس جوانی که خود را فرزند راستین آنتیوخوس چهارم می‌خواند پشتیبانی کرد و سنای روم را انگیزاند که پشت او را نگاه‌دارند. هوده آنکه در ۱۵۰ پیش از زایش مسیح دیمتریوس شکست خورده و کشته شد.